# نادي بلدية لاباز
نادي ديبورتيفو البلدي دي لاباز (بالإسبانية: Club Deportivo Municipal de La Paz) هو نادي كرة قدم بوليفي في لاباز . تأسس في 20 أكتوبر 1944.